# Mauri Favén

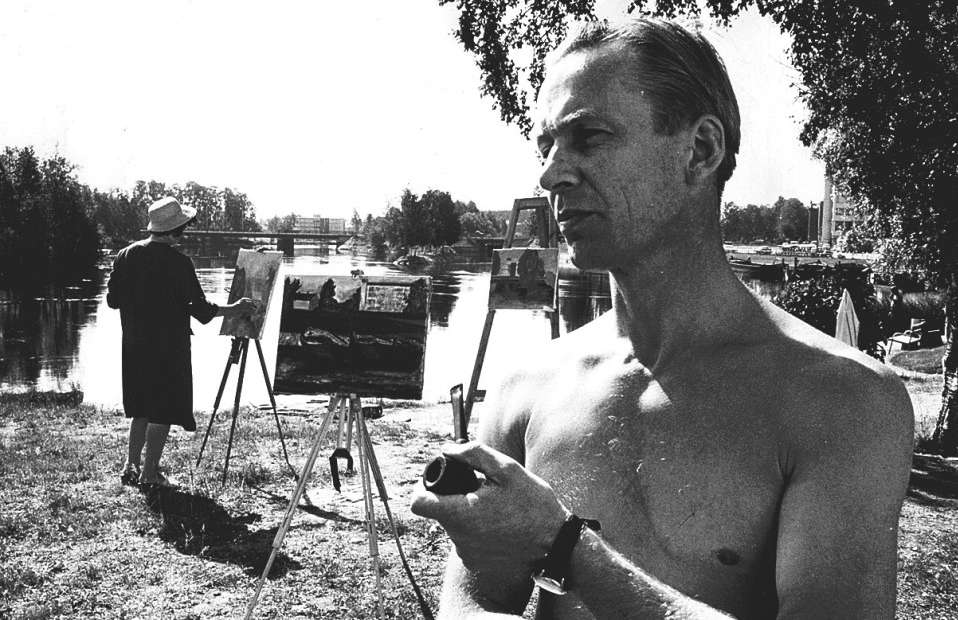
Mauri Favén.

Mauri Oskari Favén, född 26 augusti 1920 i Tammerfors, död 23 februari 2006 i Helsingfors, var en finländsk målare.
Favén utbildades vid Fria konstskolan 1940, 1945 och vid Finlands konstakademis skola 1946–1951 samt konstskolor utomlands. Han verkade som lärare vid Fria konstskolan 1960 och som timlärare vid Konstindustriella läroverket 1960–1968 och överlärare 1969–1986.
Till en början målade Favén främst naturmotiv och framträdde i slutet av 1950-talet även som grafiker med rytmiska träsnitt. Mellan 1962 och 1964 hörde han till landets mest kända abstrakta expressionister eller informalister. Hans arbeten, som ofta bar namn hämtade ur den antika mytologin, var under en kort period starkt påverkade av italiensk informalism och spanjoren Feitos dramatiska kosmiska explosioner. Även senare fortsatte Favén som abstrakt målare.
I hans livsverk ryms även figurstudier, akvareller och teckningar. Favén utförde sedan slutet av 1950-talet ett antal monumentalmålningar, bland annat för Haapaniemi folkskola i Kuopio 1957, en altarmålning för Kånala kyrka i Helsingfors 1973, Föreningsbankens (numera Nordea) Arkadia-kontor 1977 och KOP:s före detta huvudkontor vid Alexandersgatan (numera i Nordeas samlingar) 1984.
Favén var ordförande i Konstnärsgillet i Finland och medlem i konstnärsgrupper och - organisationer såsom Martianerna, Kiila och Ryhmä X. År 1970 fick han Pro Finlandia-medaljen och 1989 förlänades han professors titel. Han är begravd på Sandudds begravningsplats i Helsingfors.

### Uppslagsverk
- ”Favén, Mauri”. Biografiskt lexikon för Finland. Helsingfors: Svenska litteratursällskapet i Finland. 2008–2011. URN:NBN:fi:sls-4310-1416928956916
- Favén, Mauri i Uppslagsverket Finland (webbupplaga, 2012). CC-BY-SA 4.0